# Svartabborrtjärnen (Fjällsjö socken, Ångermanland)
Svartabborrtjärnen är en sjö i Strömsunds kommun i Ångermanland och ingår i Ångermanälvens huvudavrinningsområde.